# Andrath
Andrath era un desfiladero entre las Quebradas de los Túmulos (al oeste) y las Quebradas del Sur (al este) en Eriador. A través de este camino estrecho, justo al sur de Bree, pasó el camino del Norte-Sur  (o como se le conocía en Bree a finales de la Tercera Edad) el Camino Verde.

## Etimología del nombre
Es una palabra compuesta; que significa “Largo Ascenso” compuesta por And, “Largo” (como en Anfalas o en Andrast, por ejemplo), raíz ÁNAD/ANDA y rath, “trepar” “ascender”, como en Amroth o Rath Dínen; raíz RATH. Se pronuncia como a'ndrath.

## Historia
El desfiladero de Andrath permaneció sin dueño, hasta el 3320 de la Segunda Edad, año en el que Elendil el Alto fundó el Reino en el Exilio de Arnor. Andrath perteneció a Arnor, hasta que a la muerte del rey Eärendur en el 861 de la Tercera Edad por disensiones entre sus hijos Arnor se dividió en tres: Arthedain, Cardolan y Rhuadur. Andrath pasó a pertenecer a Cardolan, reino al que perteneció hasta su desaparición en el 1636 T.E. Después de la desaparición de Cardolan, estuvo varios siglos sin pertenecer a ningún estado oficial, aunque se le podría contar como parte del País de Bree. 
Durante la Persecución del Anillo Único, el Rey Brujo de Angmar junto con los demás Nazgûl estableció un campamento en Andrath, mientras buscaba el Anillo Único. Su presencia provocó seguramente el despertar de los Tumularios. También durante la Guerra del Anillo muchos medio orcos y hombres cetrinos (probablemente dunlendinos) se establecieron en el camino asaltando a los escasos viajeros e atacando a los vecinos de Bree. Tras el Saneamiento de la Comarca y la fundación del Reino Unificado de Arnor y Gondor en el 3020 T.E. por el rey Elessar, los bandidos debieron ser vencidos y expulsados de Andrath.
- Datos: Q91251786